# Fabrizia Sacchi
Fabrizia Sacchi (* 10. Februar 1971 in Neapel) ist eine italienische Schauspielerin.

## Leben und Karriere
Fabrizia Sacchi absolvierte ein Schauspielstudium an der Accademia Nazionale d'Arte Drammatica Silvio D'Amico in Rom. Ihre erste Filmrolle hatte sie 1990 in Tracce di vita amorosa von Peter Del Monte, der in Venedig für den Goldenen Löwen nominiert war. 1990 spielte sie an der Seite von Tilda Swinton in Guadagninos erstem Spielfilm The Protagonists, und zwar sich selbst als Fabrizia Sacchi. Für ihre Performance in Paz! (2002) von Renato De Maria wurde sie mit dem Golden Ciak Award als beste Nebendarstellerin ausgezeichnet.
2003 spielte sie wieder Rollen in Filmen von Guadagnino, in Mundo Civilizado und 2005 in Melissa P. – Mit geschlossenen Augen. Suspiria (2018) ist der fünfte Film, den sie mit Guadagnino als Regisseur gedreht hat.
Seit 2010 bis zur Gegenwart hat sie mehrmals Rollen in italienischen Fernsehfilmen und -serien übernommen.
2010 inszenierte der lettische Regisseur Alvis Hermanis im Rahmen des europäischen Theaternetzwerks Progetto Prospero das Stück „Le Signorine di Wilko“ nach dem gleichnamigen Roman von Jarosław Iwaszkiewicz, in dem Sacchi eine Rolle übernahm und das an mehreren italienischen Bühnen gezeigt wurde.
2013 stand in sie in Mailand und in Florenz als Lisette in Marivaux’ Komödie Das Spiel von Liebe und Zufall auf der Bühne. Im folgenden Jahr spielte sie im Teatro I in Mailand die Hauptrolle in Antonio Tarantinos Stück Stabat mater.
Bei den Filmfestspielen von Venedig 2018 war sie mit vier Filmen vertreten: mit Suspiria, mit einer Folge der Fernsehserie Amica geniale von Saverio Costanzo, in dem Low-Budget-Film Zen – sul ghiaccio sottile von Margherita Ferri sowie als Sprecherin in dem Animationsfilm Sugarlove von Laura Luchetti.

## Filmografie (Auswahl)
- 1990: Tracce di vita amorosa, Regie Peter Del Monte
- 1990: The Protagonists, Regie: Luca Guadagnino
- 1992: Nel continente nero, Regie: Marco Risi
- 2000: L’uomo risacca (Kurzfilm), Regie: Luca Guadagnino
- 2003: Mundo civilizado, Regie: Luca Guadagnino
- 2005: Melissa P. – Mit geschlossenen Augen (Melissa P.), Regie: Luca Guadagnino
- 2015: La prima volta (di mia figlia), Regie: Riccardo Rossi
- 2018: L’amica geniale, Regie: Saverio Costanzo
- 2018: Suspiria, Regie: Luca Guadagnino
- 2018: Zen – sul ghiaccio sottile, Regie: Margherita Ferri
- 2020: Sassiwood; Regie: Antonio Andrisani, Vito Cea
- 2023: Fireworks (Stranizza d’amuri), Regie: Giuseppe Fiorello
- 2024: Betrügerische Liebe